# Juraj Ferri
Juraj Ferri (1866 Trpanj – 7. března 1917 Imotski) byl rakouský právník a politik chorvatské národnosti z Dalmácie, na počátku 20. století poslanec Říšské rady.

## Biografie
Měl titul doktora. Profesí byl advokátem.
Působil i jako poslanec Říšské rady (celostátního parlamentu Předlitavska), kam usedl ve volbách do Říšské rady roku 1901 za kurii venkovských obcí v Dalmácii, obvod Zadar, Pag, Rab atd.
Ve volbách roku 1901 se uvádí jako kandidát chorvatské Strany práva. Usedl pak do poslaneckého Jihoslovanského klubu.
V některých zdrojích je uváděn i jako poslanec Dalmatského zemského sněmu.
Zemřel v březnu 1917. Pohřben byl ve svém rodišti, v Trpanji.